# Truyền hình tương tác
Truyền hình tương tác là một dạng truyền hình cho phép người xem tham gia, điều khiển các chương trình truyền hình.
Với dạng truyền hình truyền thống, đường truyền truyền hình là một chiều. Các nhà đài cho phép khán giả xem gì, vào giờ nào, trên kênh nào là quyền của họ, tức là sẽ có lịch phát sóng cho mỗi kênh truyền hình.
Với truyền hình tương tác, khán giả được trực tiếp tham gia vào chương trình đang phát sóng. Khán giả ở đây là những người đang xem TV chứ không phải là những người trong trường quay. Ví dụ, chương trình "Ai là triệu phú" đang phát sóng, nó sẽ là chương trình truyền hình tương tác nếu như khán giả (những người đang ở trước TV) được phép trả lời thông qua đường điện thoại hoặc đường phản hồi nào khác.

## Cấu trúc kết cấu hạ tầng
Truyền hình tương tác khác biệt với truyền hình truyền thống ở chỗ, truyền hình truyền thống chỉ truyền đi theo một chiều từ nhà đài đến khán giả; trong khi đó truyền hình tương tác cần một đường truyền thông tin từ khán giả tới nhà đài.
Một chương trình nhận được phản hồi từ khán giả thông qua những bức thư, điện thoại, tin nhắn có phải là truyền hình tương tác không (Ví dụ chương trình dự đoán kết quả trận đấu bóng đá, khán giả nhắn tin gửi tới nhà đài)? Xin thưa đây không phải là truyền hình tương tác bởi vì sự phản hồi này không tức thời, thường thì sau khi chương trình phát sóng xong khán giả mới gửi ý kiến. Bởi vậy nó không ảnh hưởng đến nội dung đã phát sóng. Tương tự, việc dự đoán kết quả bóng đá không ảnh hưởng đến trận đấu bóng đá đang diễn ra trên TV nên không thể coi là tương tác.
Về mặt cấu trúc, mỗi TV ngoài việc thu nhận tín hiệu truyền hình, nó còn có chức năng phản hồi tín hiệu tới nhà đài một cách tức thì.
Từ khi có mạng internet, nó trở thành đường phản hồi tốt nhất khiến truyền hình tương tác phát triển rầm rộ